# Maasvlaktestrand

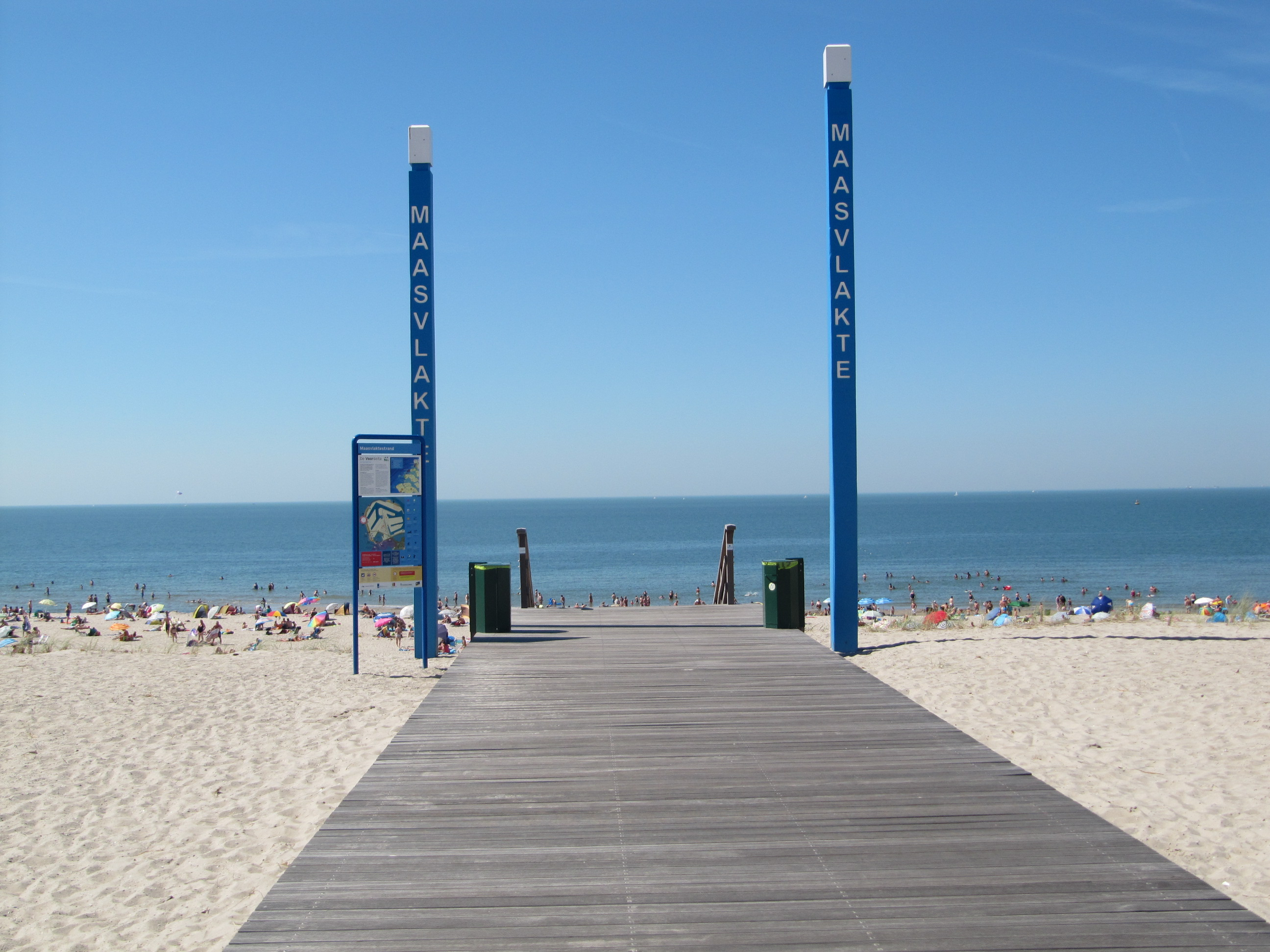
Nieuwe strandopgang in 2012

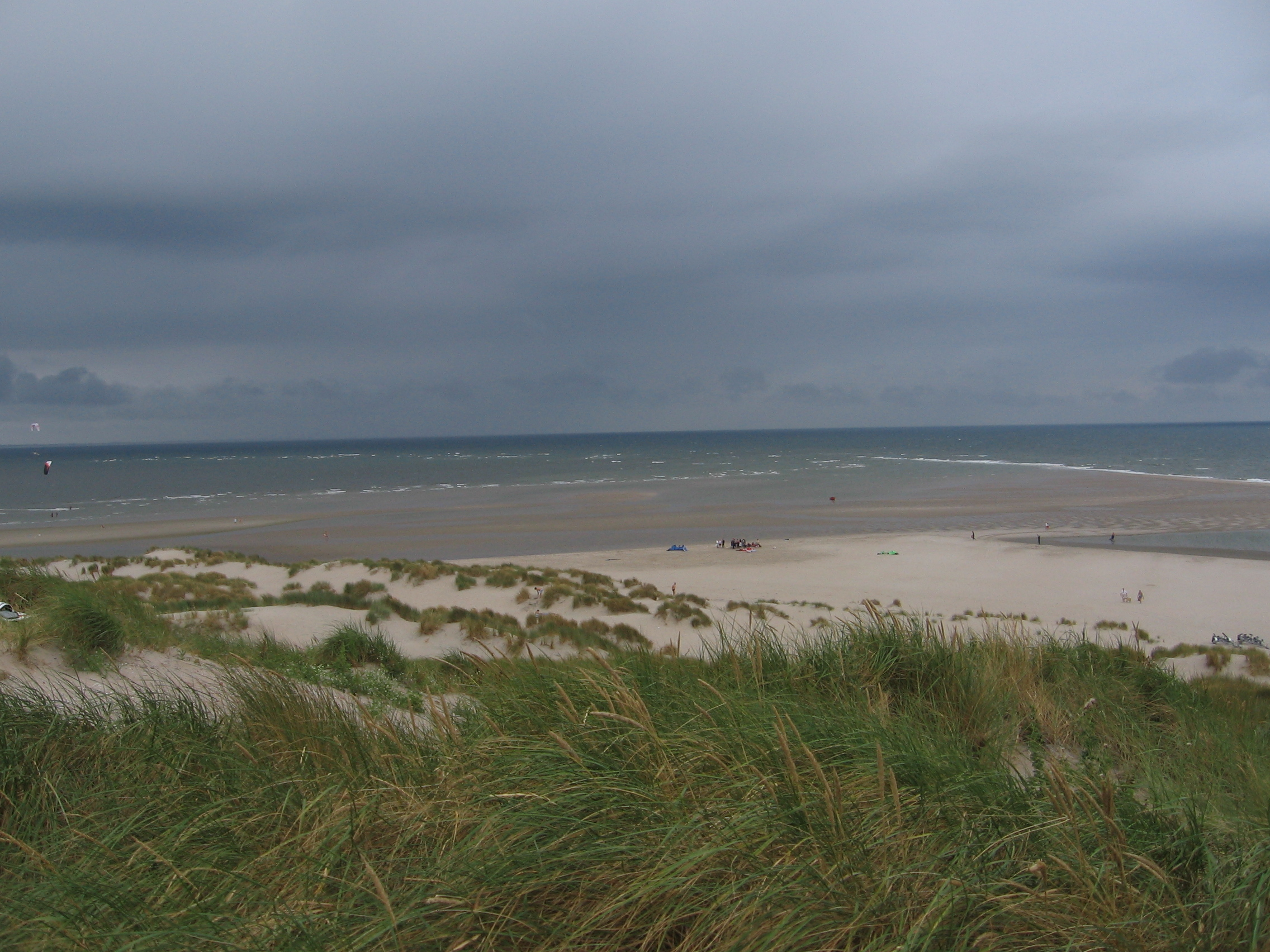
Slufterstrand en zandbak de 'Hinderplaat' (2006)

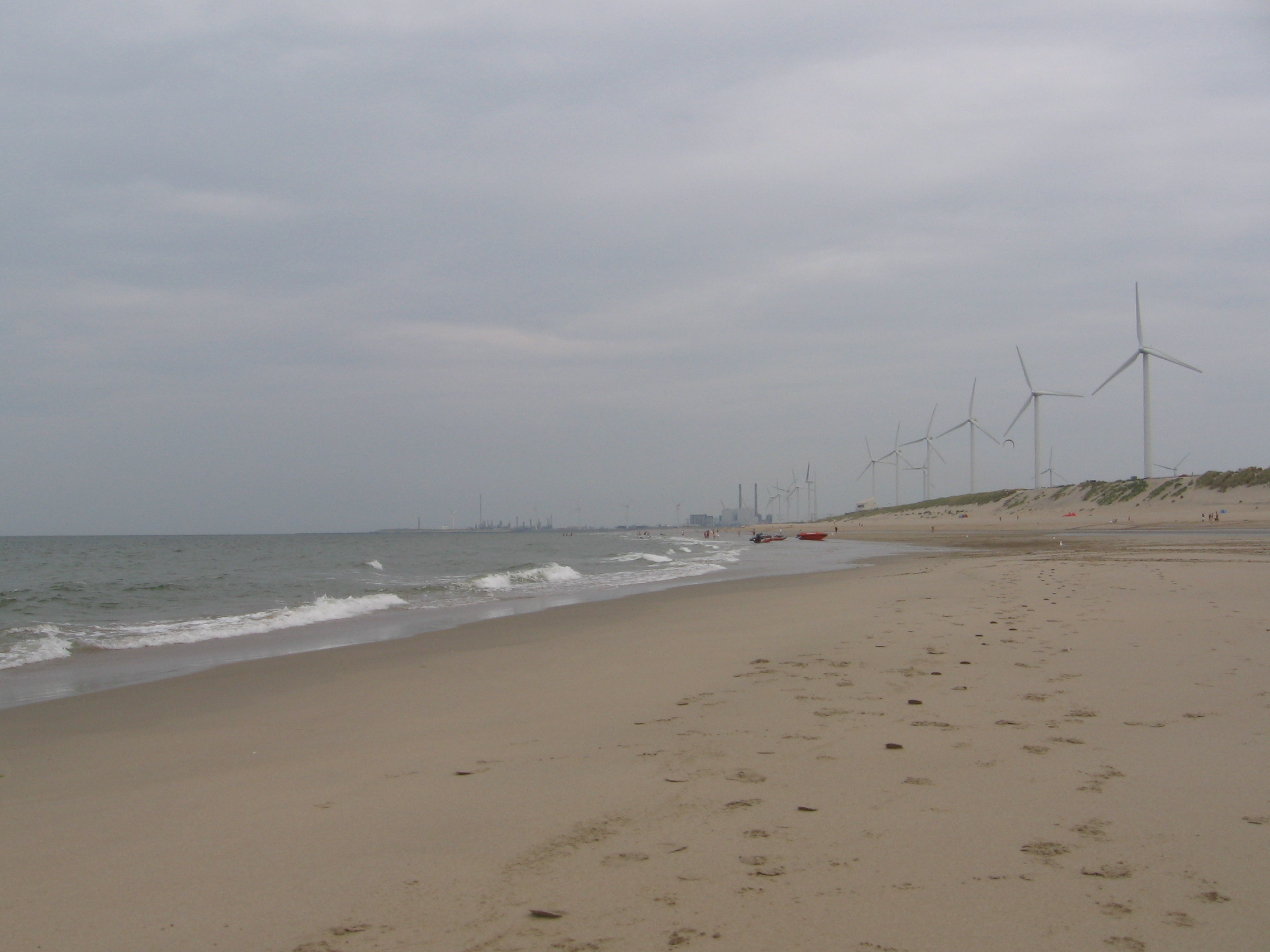
Breed zandstrand en windmolens (2006)

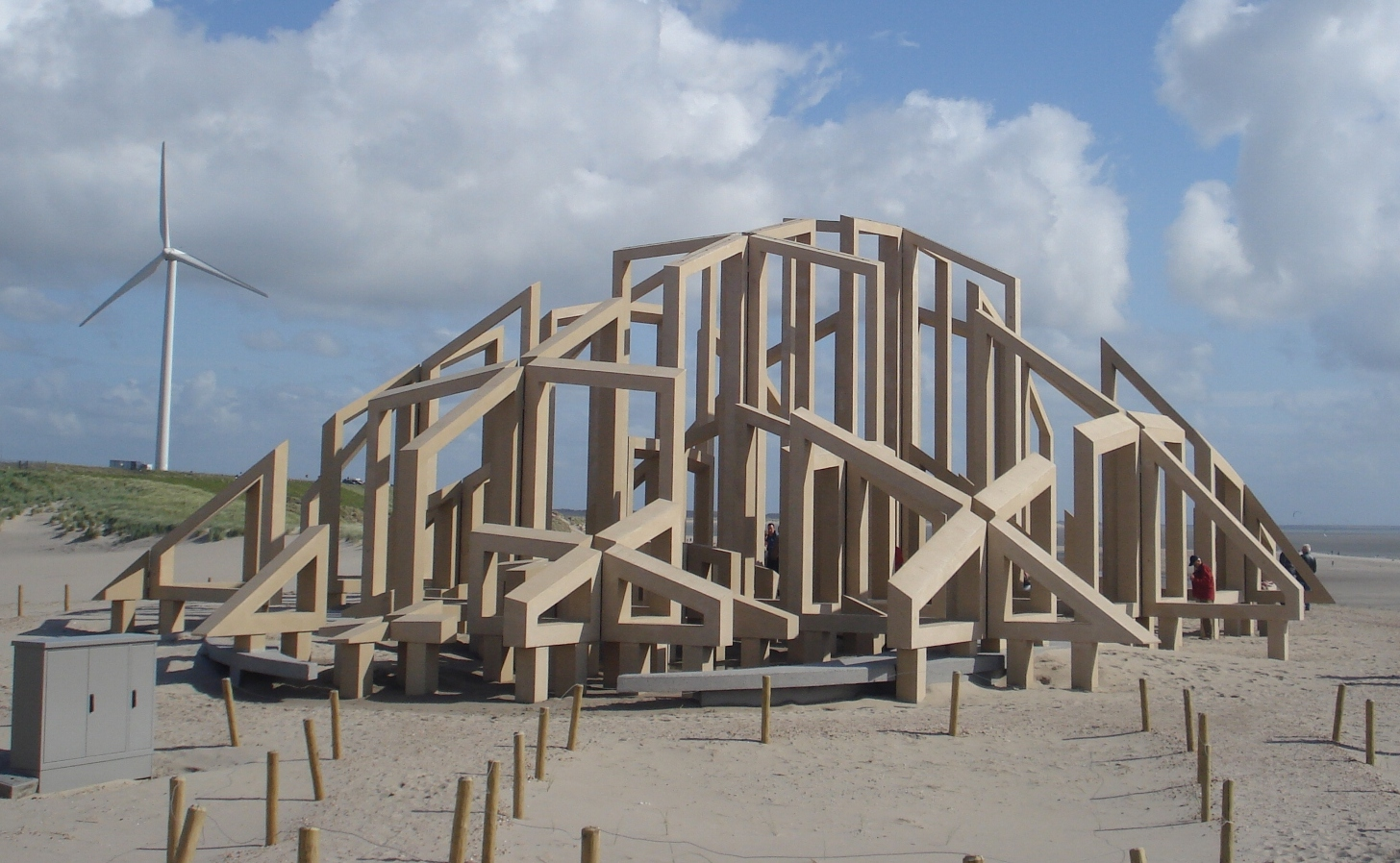
Zandwacht kunstwerk (2015)

Het Maasvlaktestrand of Slufterstrand is een breed zandstrand op de Maasvlakte ontstaan in 1987 langs de Slufter, een grootschalig depot voor de berging van bagger.
Het strand is populair onder watersporters, die het gehele jaar door het strand kunnen gebruiken. Ook zijn honden het gehele jaar toegestaan. Verder is het ook een naaktstrand.
Het strand is te bereiken vanuit Rotterdam via de A15/N15.
Van augustus 2009 tot begin 2012 was het "Slufterstrand" gesloten in verband met de aanleg van de Tweede Maasvlakte.
In het voorjaar van 2012 werd het nieuwe recreatiestrand publiekelijk toegankelijk. Er zijn drie ruime parkeergelegenheden aangelegd. Kunstenaar Jan Konings ontwierp een strandovergang bestaande uit drie trappen (met in hoogte variërende trappen) die leiden naar het recreatiestrand van Maasvlakte 2.
In 2015 werd het kunstwerk de zandwacht onthuld bij het strand, en markeert het einde van de bouw aan de tweede Maasvlakte.